# Richard Zorn

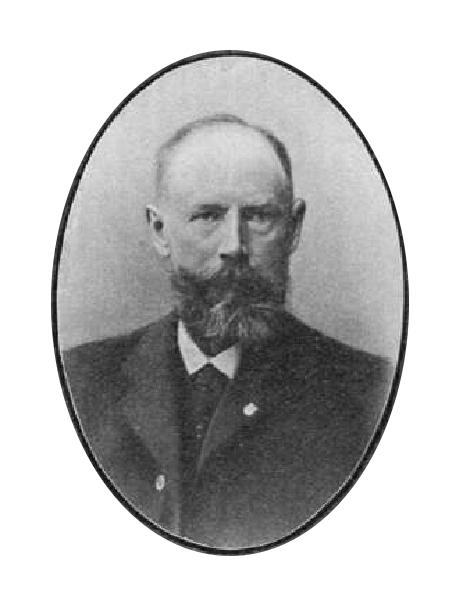
Richard Zorn

Richard Zorn (* 7. März 1860 in Groß Schierstedt; † 3. März 1945) war ein deutscher Pomologe, Heimatforscher und Autor von Fachbüchern.

## Leben

### Jugend und Lehrjahre

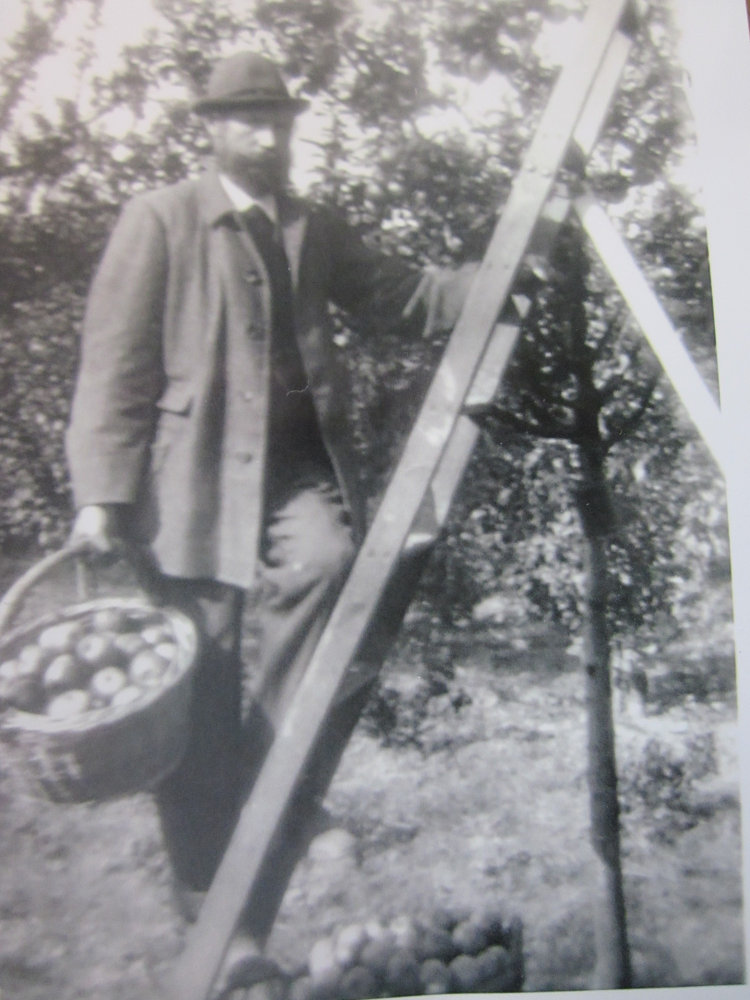
Richard Zorn in seiner Obstanlage

Richard Zorn wurde als Sohn eines Hofbesitzers im Kreis Aschersleben geboren. Nach seiner Schulzeit ging er bei Hofgärtner Hermann Jäger in Eisenach in die Lehre. Während dieser zeigte er wenig Interesse für die dortige Gartenkultur, sondern versuchte sein Wissen über den Obstbau und die wissenschaftliche Obstsortenkunde zu vermehren. Deshalb besuchte er ab März 1880 das Pomologische Institut von Eduard Lucas in Reutlingen. Da er hier ganz besonderes Interesse zeigte, bildete Lucas ihn selbst bevorzugt in der Obstsortenkunde aus. In der Zeit erhielt Zorn einen ersten Preis vom Deutschen Gärtnerverband für die Anlage und Bepflanzung eines größeren Obstgartens. In der Zeit von 1881 bis 1884 besuchte Zorn verschiedene namhafte Obstbauern in Deutschland, Belgien, den Niederlanden, England und Frankreich. In der damals größten deutschen Baumschule, die sich in Trier befand, erweiterte er sein Wissen in der Pflanzenveredlung und weiteren praktischen Arbeiten. In der Staatsbaugartenlehranstalt im flämischen Vilvoorde studierte er sechs Monate lang die damals berühmte belgische Obst- und Weintreiberei. In Holland, England und Frankreich besuchte er bekannte Botanische Gärten und Parkanlagen, bevor er nach Deutschland zurückkehrte. Hier besuchte er die Gärtnerfachschule von Nicolas Gaucher, insbesondere um sich im Zeichnen von Pflanzen weiterzubilden. Nach weiteren Studien an der Formobstschule Gäbertz in Stuttgart-Feuerbach wechselte er 1884 an die Baumschule Späth nach Berlin.

### Obstzüchter in Hofheim
1884 kaufte Zorn in Hofheim am Taunus Grundstücke. Da er schon damals finanziell unabhängig von einem Beruf war, konnte er sich leisten, als erster in Deutschland den Anbau von Tafelobst zu probieren. Hofheim bot bedingt durch das milde Klima am Südrand des Taunus und der Nähe zu dem Absatzmarkt in Frankfurt als Standort gute Voraussetzungen. Zuerst hatte Zorn eine erfolgreiche Baumschule gegründet, bevor er intensiv Tafelobst und Erdbeeren kultivierte. Auf 10,5 Hektar baute er 60 verschiedene Sorten von Äpfeln, Birnen, Pflaumen, Aprikosen, Stachel-, Johannis- und Himbeeren sowie Erdbeeren an. Sein Beispiel als erster Anbauer von Tafelobst machte Schule und man sprach auch wegen der Nachahmer vom Krifteler Obstbaumparadies. 1898 ließ Zorn eine Methode, bei der mit Wellpapperingen zur Vertilgung des Apfelwicklers gearbeitet wurde, patentieren. Über die Erfindung wurde bis ins russische Sankt Petersburg in Zeitungen berichtet. 1906 stellte Zorn den Baumschulbetrieb ein und betrieb nur noch den Obstanbau. Diesen verpachtete er 1923, bevor er im Dezember 1928 das gesamte Gelände an die Stadt Hofheim verkaufte.

### Ehrenamt
Richard Zorn war seit 1885 Mitglied im Pomologen-Verein und später ab 1919 nach dessen Auflösung und Umbenennung in der Deutschen Obstbau-Gesellschaft. Dort war er auch zeitweise im Vorstand tätig und als Sortenkenner zur Bestimmung derselben auf Obstausstellungen tätig. Als Praktiker konnte er mit seinen Erfahrungen den Wandel im Obstbau vom landwirtschaftlichen Neben- und Zuerwerb hin zu intensiven Obstkulturen im Erwerbsanbau aktiv mitgestalten. 1887 war er Gründungsmitglied des Hofheimer Obst- und Gartenbauvereins, von dem er bei dessen 50. Bestehen besonders geehrt wurde.

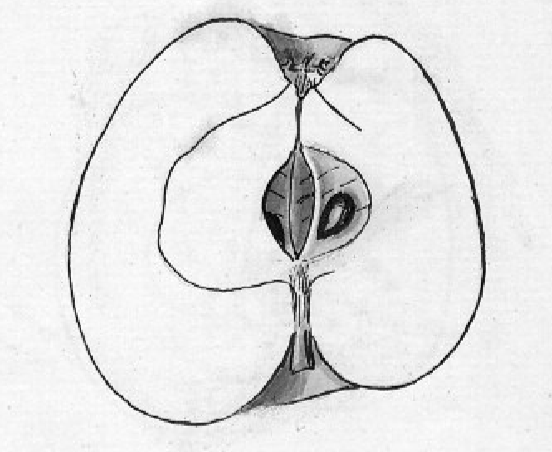
Trendelburger Kalvill gezeichnet von Richard Zorn

Seit 1884 schrieb er, anfänglich für Möllers Deutsche Gärtner-Zeitung und später für verschiedene Fach- und Tageszeitungen, Fachaufsätze zur Pomologie und dem Gartenbau. Sein Hauptwerk war sein lange verschollenes Verzeichnis aller in Deutschland angebauten Kernobstsorten, in dem er ungefähr 1000 Apfel- und Birnsorten wissenschaftlich beschrieben und gleichzeitig von jeder eine exakte Zeichnung angelegt hatte. Ab den 1930er Jahren fertigte er dazu noch Miniaquarelle an, die detailgetreuen Fotos gleichen. Aus Kostengründen kam es nie zur Veröffentlichung dieser von Zorn nicht ganz vollendeten Arbeit. Nachdem sie fast 50 Jahre im Archiv der Forschungsanstalt Geisenheim, wo sie als Schenkung archiviert war, unentdeckt lag, wurde sie in den 1990er Jahren wiederentdeckt. Mit ihrer Hilfe war es möglich einige hessische Regional- und Lokalsorten wie die Mensfelder Glanzrenette oder Schöner aus Kelsterbach sicher zu identifizieren.
Da Zorn schon früh Witwer wurde und seine Ehe kinderlos geblieben war, blieb ihm früh viel Zeit für ein zweites Hobby. Im Landesmuseum Wiesbaden befindet sich heute eine Sammlung von Fotografien von Originaltrachten verschiedener Dörfer, in denen er alle vorgefundenen Ausstattungsformen festgehalten hat. Ab 1921 begann er sich intensiv mit historischen Flurnamen und Grenzsteinen zu beschäftigen. Einen Teil der fast 700 von ihm beschriebenen und gezeichneten Grenzsteine hat er 1931 in seinem Buch Grenzsteine des Rhein-Main-Gebiets der Öffentlichkeit zugänglich gemacht. Zorn war auch Pfleger für kulturgeschichtliche Bodenaltertümer des Kreises Höchst und Landeskultivator der Naturschutzbehörde. Als solcher war er an Ausgrabungen des Kastell Hofheim beteiligt. Ebenso beschäftigte er sich mit Wappenkunde und Familienforschung. Sein letztes nie vollendetes Vorhaben war eine zusammenfassende Auflistung aller im Ersten Weltkrieg gefallenen, vermissten und verwundeten Soldaten aus Hessen-Nassau.

### Tod und Nachwirken
Richard Zorn starb wenige Tage vor seinem 85. Geburtstag und wurde auf dem Waldfriedhof Hofheim beerdigt. Er hinterließ eine Adoptivtochter, welche ihn auch lange betreut hatte. Diese stellte 1961 dem Hofheimer Stadthistoriker Günter Rühl seinen schriftlichen Nachlass zur Verfügung. Dieser verfasste mit diesem Material in der Hofheimer Chronik (Nr. 1, 1962) eine Biografie von Zorn.
In Hofheim wurde der Richard-Zorn-Weg nach ihm benannt, welcher hauptsächlich Grundstücke auf seinen ehemaligen Flächen erschließt. Nachdem dieser zwischenzeitlich nur noch eine innerbetriebliche Erschließungsstraße eines größeren Unternehmens war gibt es seit 2011 Bestrebungen, diesen zu entwidmen und stattdessen einen Fuß- und Radweg zwischen Hofheim und Kriftel neu nach Zorn zu benennen.
Anlässlich seines 150. Geburtstags wurde der Hofheimer Apfelsortengarten 2010 in Richard Zorn-Apfelsortengarten umbenannt. Dort stehen Bäume von 106 verschiedenen alten Sorten, die größtenteils auch von Zorn beschrieben wurden, zum Erhalt der Genreserve.

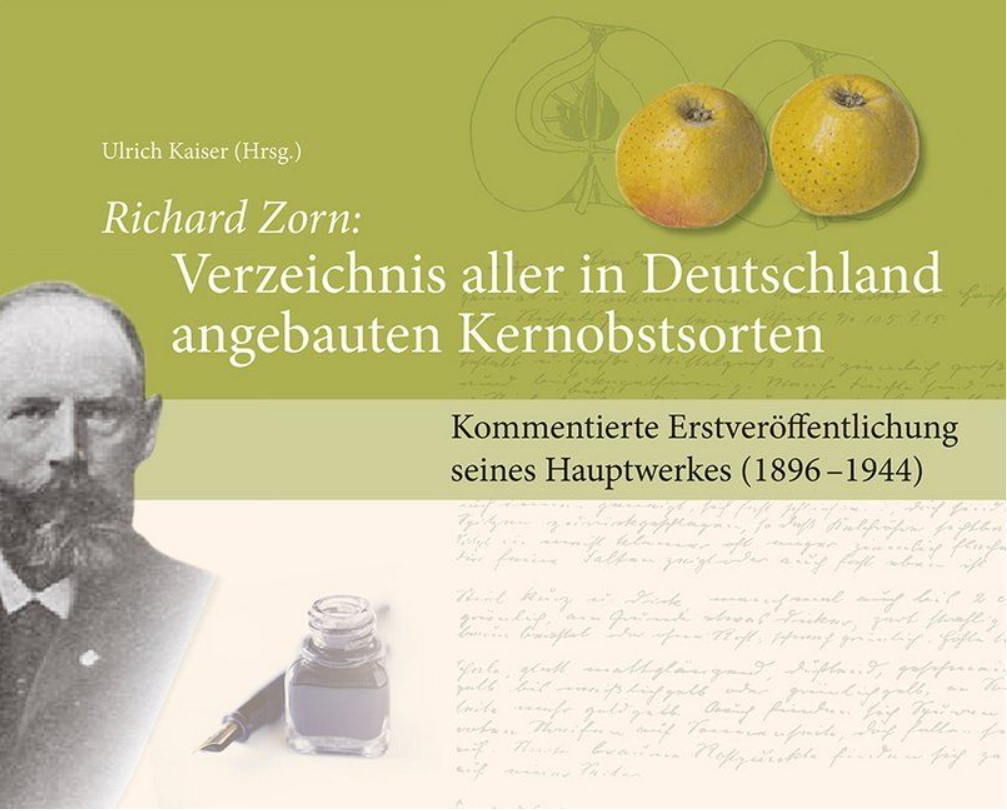
Kommentierte Erstveröffentlichung zu Zorns Hauptwerk

Nach zwei Jahren Bearbeitungszeit erschien 2019 Richard Zorns Verzeichnis aller in Deutschland angebauten Kernobstsorten als kommentierte Erstveröffentlichung mit 574 detaillierten Sortenbeschreibungen und 123 Tafelseiten, die 1.560 von Zorn erstellte Aquarelle beinhalten. 

## Veröffentlichungen
- Richard Zorn: Grenzsteine des Rhein-Main-Gebietes, Selbstverlag, Hofheim am Taunus 1931 (Nachdruck bei Rumbler, Frankfurt am Main 1982).